# Херарди, Хуан
Монсеньор Хуан Хосе Херарди Конедера (1922—1998) — гватемальский католический епископ. Защищал от исчезновения индейские языки, участвовал в гуманитарных проектах, состоял членом примирительной комиссии, которая должна была покончить с последствиями гражданской войны в стране. Через два дня после публикации доклада о жертвах этой войны был жестоко убит в гараже при церкви, где он служил. Убийцы забили его насмерть, повредив труп настолько, что опознавать епископа пришлось по кольцу на руке. Суд над ними в 2001 году стал первым прецедентом преследования армейских офицеров в гражданском суде в Гватемале и завершился суровыми приговорами, однако сомнения в том, что именно эти люди убили Херарди по собственной инициативе, а вышестоящие чины не были замешаны, остаются.

## Интересный факт
- В июле 2016 года аргентинская модель и защитница окружающей среды Джоанна Бирриель погибла во время бунта в гватемальской тюрьме, куда приехала на свидание к одному из отбывающих заключение убийц епископа.